# 達拉斯縣 (德克薩斯州)
達拉斯縣（英語：Dallas County）是位於美国德克萨斯州東北部的一個郡，面積909平方英里，根據美国人口普查局2020年的統計，共有人口261萬3,539人，縣治達拉斯。該縣成立於1846年3月30日，縣名紀念第十一任美国副总统喬治·M·達拉斯。

## 姐妹、友好城市
- 臺灣桃園市